# Rede de ensino
Rede de ensino refere-se à manutenção de instituições de ensino através de um mesmo tipo de fonte financeira, seja por intermédio público, por meio do governo municipal, estadual ou federal, ou de uma mantenedora privada, assim como naquelas de orientação religiosa.